# Cum vă place

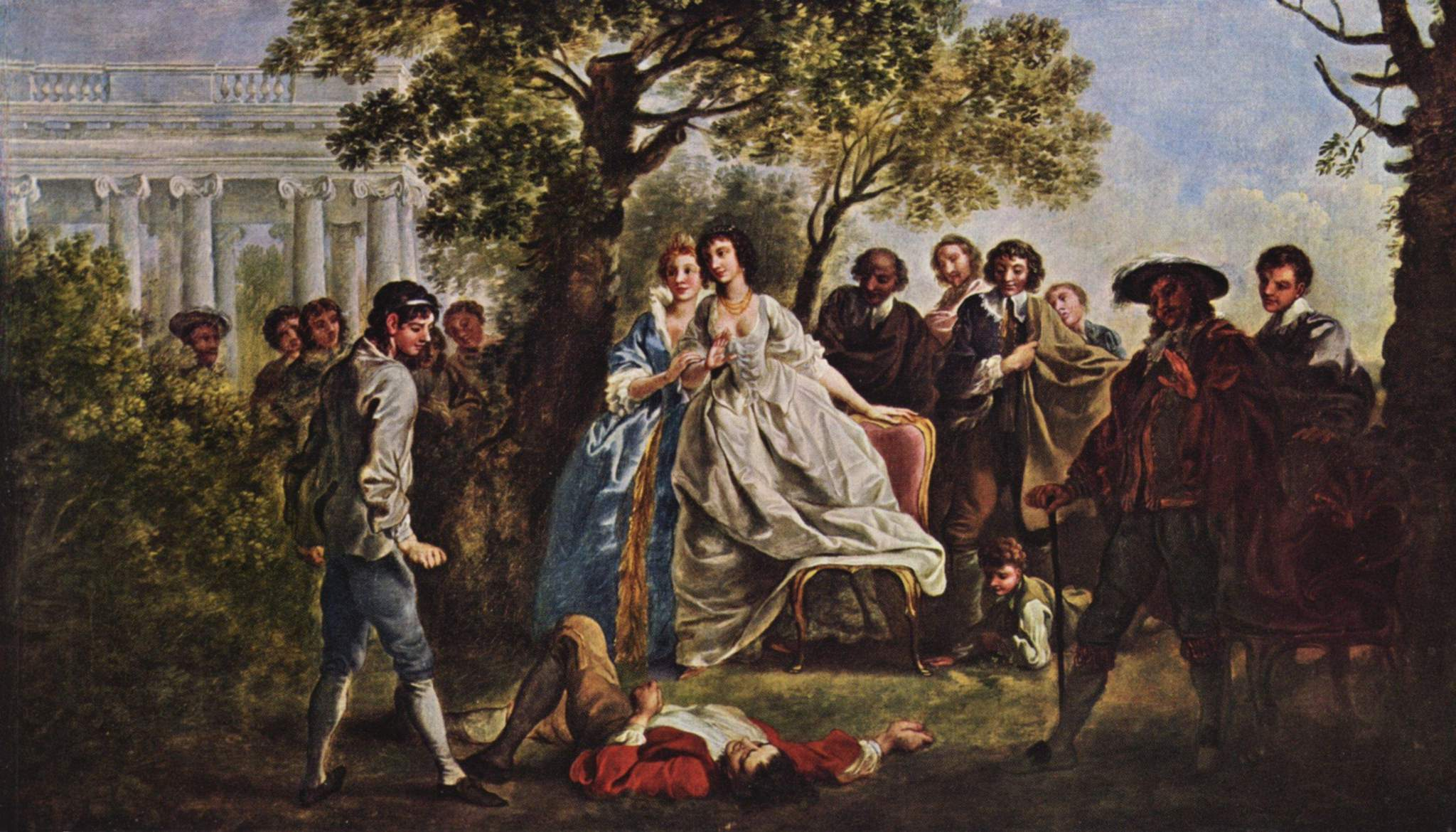
Scenă din As you like it, Francis Hayman, circa 1750.

Cum vă place (conform titlului original, As You Like It) este una din piesele dramaturgului englez William Shakespeare, fiind concepută ca una din comediile sale pastorale. A fost probabil scrisă în 1599 sau la începutul lui 1600. Personaje importante sunt Rosalind, Touchstone și Orlando. 

## Situare spațială și temporală
Acțiunea piesei este situată într-un ducat din Franța, dar majoritatea acțiunii are loc într-un loc vag definit doar ca "Pădurea Ardenilor" (conform Forest of Arden), care este un toponim pentru o pădure apropiată de orașul natal a lui Marelui Will, Stratford-upon-Avon. Ediția Oxford a operei integrale a lui Shakespeare raționalizează această discrepanță geografică, presupunând că Arden este o anglizare a regiunii împădurite Ardennes din Belgia și că variația în ortografiere ar reflecta această interpretare. Alte ediții ale operelor lui Shakespeare mențin ortografierea 'Arden', din moment ce poate fi argumentat (și pe drept cuvânt) că genul respectiv de comedie pastorală descrie o lume fantastică în care detaliile geografice sînt irelevante sau intenționat făcute vagi.
Chiar mai mult, întrucât numele complet al mamei lui Shakespeare a fost Mary Arden, se poate argumenta că acesta este un alt punct de convergență care dovedește din plin folosirea toponimicului Arden. 

## Personaje
Lista personajelor piesei As You Like it, conform paginii Shakespeare at MIT. 

## Reprezentații
Conform istoriei postului de radio WCAL - din statul american Minnesota - este posibil ca piesa pastorală „Cum vă place” să fi fost prima piesă transmisă de un radio, în anul 1922.
O variantă filmică din 2006, a piesei Marelui Bard, Cum vă place — As You Like It a fost programat și realizat de către regizorul și actorul Kenneth Branagh .